# The Royal Dublin Golf Club
The Royal Dublin Golf Club is de een na oudste golfclub van Ierland.

## Geschiedenis
De club werd in mei 1885 opgericht op initiatief van John Lumsden, een Schotse bankier. De oorspronkelijke naam van de club was de Dublin Golf Club maar al in 1891 kreeg de club het predicaat Koninklijk. De club had toen 250 leden, die ieder twee pond lidmaatschap betaalden.
Christy O'Connor werd in 1959 lid van Royal Dublin. Hij was een van de beroemdste leden, en speelde tien keer achter elkaar in de Ryder Cup. Hij kreeg in 1988 het erelidmaatschap aangeboden en werd in 2009 opgenomen in de World Golf Hall of Fame in Florida.

## De baan
In 1889 verhuisde de golfclub naar de huidige locatie. Rond 1800 werd de Bull Wall aangelegd om de haven van Dublin te beschermen. Daarlangs ontstond een zandbank, Bull Island, waarop de huidige golfbaan werd aangelegd. Bull Island is een natuurreservaat met veel vogels.
Tijdens de Eerste Wereldoorlog werd de golfbaan door militairen gebruikt voor schietoefeningen. Na de oorlog werd de golfbaan opnieuw aangelegd door Harry Colt, die eerder ook SUnnungdale had aangelegd. Ook kwam er een nieuw clubhuis.
In  2000 werd begonnen aan de modernisering van de baan en het clubhuis. Hiervoor werd Martin Hawtree ingeschakeld. Na de veranderingen bleef de club gastheer van het jaarlijkse internationale Iers Amateurkampioenschap
De baan is vlak en is door de ligging erg blootgesteld aan de wind.

## Toernooien
| Jaar | Toernooi                   | Winnaar               | Informatie                                                      |
| ---- | -------------------------- | --------------------- | --------------------------------------------------------------- |
| 1894 | Irish Amateur Open         | J. Ball jr.           | Royal Liverpool                                                 |
| 1895 | Irish Amateur Close        | W.H. Webb             | Royal Portrush, hij emigreerde in 1915 naar de Verenigde Staten |
| 1897 | Irish Amateur Open         | Harold Hilton         | Royal Liverpool                                                 |
| 1897 | Irish Ladies Amateur Open  | Miss N. Graham        | Royal County Down                                               |
| 1898 | Irish Amateur Close        | W.H. Webb             | Royal Portrush                                                  |
| 1901 | Irish Amateur Open         | Harold Hilton         | Royal Liverpool                                                 |
| 1902 | Irish Amateur Close        | F.B. Newett           | Malone                                                          |
| 1905 | Irish Amateur Open         | H.A. Boyd             | Portmarnock                                                     |
| 1906 | Irish Amateur Close        | H.A. Boyd             | Portmarnock                                                     |
| 1907 | Irish Ladies Amateur Open  | Miss F. Walker-Leigh  | Foxrock                                                         |
| 1909 | Irish Amateur Open         | L.O. Munn             | North West                                                      |
| 1910 | Irish Amateur Close        | J.F. Jameson          | Malahide                                                        |
| 1910 | Irish PGA                  | Michael Moran         | Royal Dublin                                                    |
| 1913 | Irish Amateur Open         | C.A. Palmer           | Handsworth                                                      |
| 1924 | Irish Amateur Open         | E.F. Spiller          | North West                                                      |
| 1927 | Irish Ladies Amateur Close | Miss McLoughlin       | Kingstown                                                       |
| 1927 | Irish PGA                  | Peter O'Hare          |                                                                 |
| 1928 | Irish Amateur Open         | G.S. Noon             | Edinburgh Burgess                                               |
| 1929 | Irish Amateur Close        | D.E.B. Soulby         | Fortwilliam                                                     |
| 1931 | Irish Open                 | E.W. Kenyon           |                                                                 |
| 1932 | Irish Amateur Open         | J. McLean             | Hayston                                                         |
| 1932 | Irish PGA                  | H. McNeill            | Royal Portrush                                                  |
| 1936 | Irish Open                 | R.A. Whitcombe        |                                                                 |
| 1937 | Irish Amateur Open         | J. Fitzsimmons        | Bushfoot                                                        |
| 1940 | Irish Amateur Close        | J. Burke              | Castletroy                                                      |
| 1946 | Irish Amateur Close        | J. Burke              | Castletroy                                                      |
| 1947 | Irish Amateur Open         | J. Burke              | Limerick                                                        |
| 1950 | Irish Open                 | H.O.Pickworth         |                                                                 |
| 1954 | Irish Amateur Open         | J.B. Carr             | Sutton                                                          |
| 1958 | Irish Amateur Open         | T. Craddock           | Malahide                                                        |
| 1962 | Jeyes Pro-Am               | D.B. Sheahan          | U.C.D./Grange                                                   |
| 1963 | Jeyes Pro-Am               | Gary B. Wolstenholme  | St. George's Hill                                               |
| 1966 | Irish Amateur Close        | D.B. Sheahan          | Grange                                                          |
| 1966 | Carrolls International     | Christy O'Connor sr.  | Hij eindigde met eagle-birdie-eagle                             |
| 1978 | Irish PGA                  | Christy O'Connor sr.  | Royal Dublin                                                    |
| 1979 | Irish PGA                  | Des Smyth             | Baltray                                                         |
| 1980 | Irish PGA                  | David Feherty         | zijn eerste overwinning als pro                                 |
| 1983 | Irish Open                 | Severiano Ballesteros |                                                                 |
| 1984 | Irish Open                 | Bernhard Langer       |                                                                 |
| 1985 | Irish Open                 | Severiano Ballesteros |                                                                 |
| 1986 | Irish Amateur Close        | J. McHenry            | Douglas                                                         |
| 1986 | Irish Seniors Open         | Tommy Horton          |                                                                 |
| 1998 | Irish Amateur Open         | Michael Hoey          | Shandon Park                                                    |
| 1999 | Irish Amateur Open         | Gary Cullen           | Beaverstown                                                     |
| 2000 | Irish Amateur Open         | N. Fox                | Portmarnock                                                     |
| 2001 | Irish Amateur Open         | Richard McEvoy        | Thorpe Hill                                                     |
| 2002 | Irish Amateur Open         | Louis Oosthuizen      |                                                                 |
| 2003 | Irish Amateur Open         | Noel Fox              | Portmarnock                                                     |
| 2007 | Irish Amateur Open         | Lloyd Saltman         |                                                                 |
| 2008 | Irish Amateur Open         | Pedro Figuerido       |                                                                 |
| 2009 | Irish Amateur Open         | Gavin Dear            |                                                                 |
| 2010 | Irish Amateur Open         | Alan Dunbar           |                                                                 |
| 2010 | Irish Amateur Close        | D. Lernihan           | Castle                                                          |
| 2011 | Irish Amateur Open         | Rhys Pugh             |                                                                 |
| 2012 | Irish Amateur Open         | Gavin Moynihan        | +7                                                              |